# 小林万次郎
3代 小林 万次郎（こばやし まんじろう、1863年12月15日（文久3年11月5日）- 1919年（大正8年）9月27日）は、日本の地主、実業家、政治家。衆議院議員、長野県下高井郡中野町長。旧名・清水直。

## 経歴
信濃国水内郡温井村（長野県下水内郡岡山村を経て現飯山市）の清水家で生まれ、高井郡松川村（下高井郡中野町松川を経て現中野市）の素封家・2代小林万次郎の養子となる。3代小林万次郎を襲名した。生糸商を営んだ。
1901年（明治34年）中野町長に就任。1903年（明治36年）長野県会議員に選出され1期在任した。1904年（明治37年）3月、第9回衆議院議員総選挙で長野県郡部から選出された石塚重平の死去に伴い、1907年（明治40年）9月に行われた補欠選挙で当選し、立憲政友会所属で衆議院議員を1期務めた。
実業界では、1897年（明治30年）拡益社銀行部が中野銀行として独立した際に初代頭取に就任した。

## 親族
- 養子 4代小林万次郎（旧名・神田藤五郎、中野町長、下高井町村会長、郡農会長）[4]